# Апаши
Апаши (фр. Les Apaches) — преступная субкультура в Париже, столице Франции, существовавшая в конце XIX — начале XX века. Получили своё название в честь индейцев апачей, так как, якобы, не уступали им в жестокости и «дикости».
Апаши орудовали в основном в Бельвиле, Бастилии, Монмартре, но также и в других районах Парижа. Многие апаши были вооружены особыми револьверами «Апаш», рукоятки которых представляли собой кастеты, а под барабанами прикреплялись складные ножи. Основными видами преступлений, совершаемыми апашами, были грабежи уличных прохожих, чаще всего представителей среднего класса, и погромы финансовых и развлекательных учреждений. Возраст большинства бандитов не превышал 20 лет. Для апашей было характерно наличие большого количества специальных признаков, по которым они могли распознать друг друга в толпе или при разговоре: особая одежда (например, красные пояса, «мятые» рубашки и жёлтые сапоги), свои жесты, особые татуировки.
Банды апашей были в основном разгромлены парижской полицией к началу 1910-х годов; довершила их существование Первая мировая война. В Советской России апашем с 1930-х годов называлась свободная мужская рубашка с отложным открытым незастёгивающимся воротником.